# Valcanville
Valcanville est une commune française, située dans le département de la Manche en région Normandie, peuplée de 391 habitants.

## Géographie
La commune est traversée par la Saire.

### Hydrographie
La commune est située dans le bassin Seine-Normandie. Elle est drainée par la Saire, un bras de la Saire, le fossé 01 de la Rue Doncanville, le fossé 01 de Valcanville, le fossé 02 de la Planque, la Saire et divers autres petits cours d'eau,.
La Saire, d'une longueur de 31 km, prend sa source dans la commune du Mesnil-au-Val et se jette  dans la baie de Seine à Saint-Vaast-la-Hougue, après avoir traversé douze communes. 

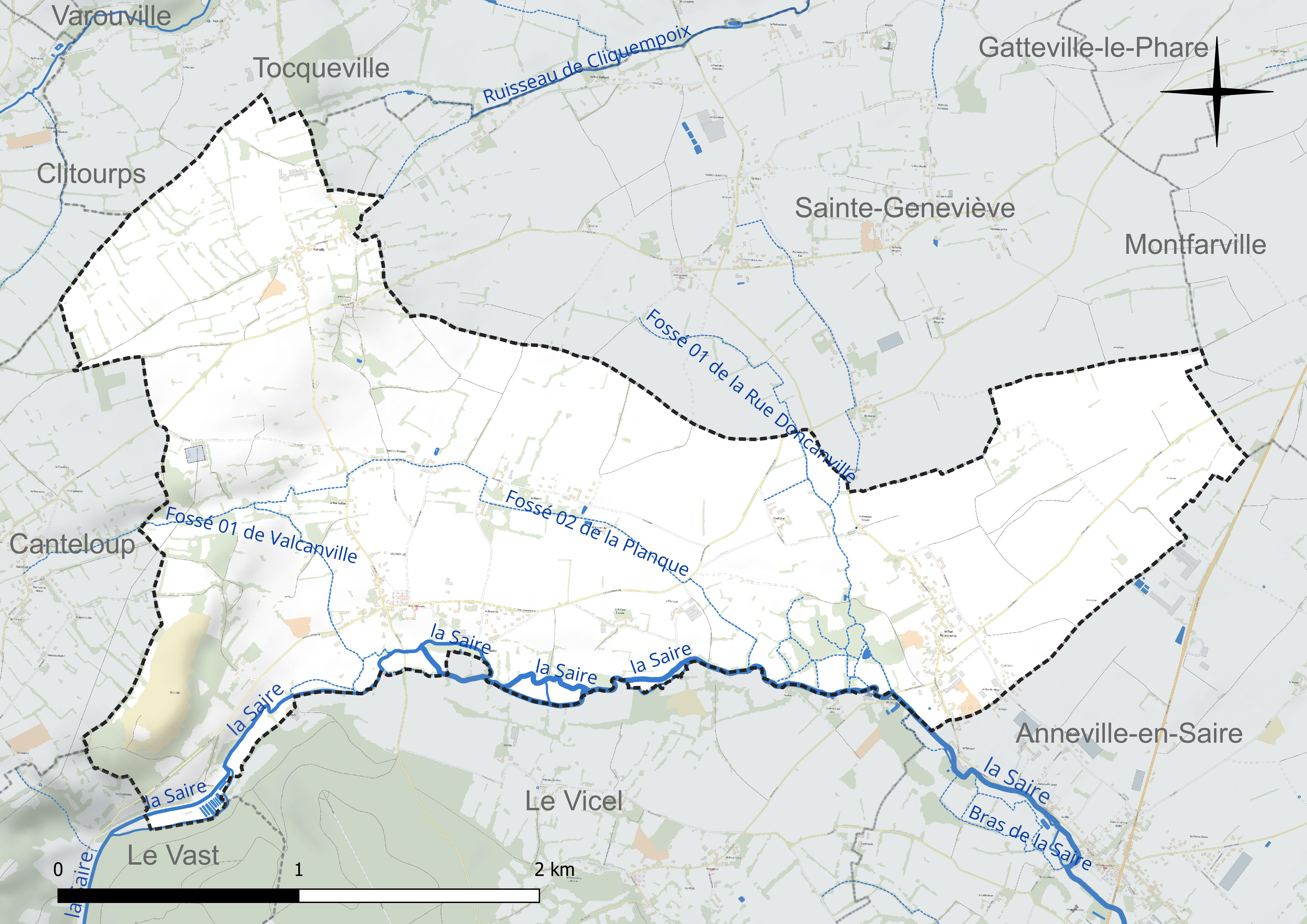
Réseau hydrographique de Valcanville.

### Climat
Pour des articles plus généraux, voir Climat de la Normandie et Climat de la Manche.
En 2010, le climat de la commune est de type climat océanique franc, selon une étude du CNRS s'appuyant sur une série de données couvrant la période 1971-2000. En 2020, Météo-France publie une typologie des climats de la France métropolitaine dans laquelle la commune est exposée à un climat océanique et est dans la région climatique  Normandie (Cotentin, Orne), caractérisée par une pluviométrie relativement élevée (850 mm/a) et un été frais (15,5 °C) et venté. Parallèlement le GIEC normand, un groupe régional d’experts sur le climat, différencie quant à lui, dans une étude de 2020, trois grands types de climats pour la région Normandie, nuancés à une échelle plus fine par les facteurs géographiques locaux. La commune est, selon ce zonage, exposée à un « climat maritime », correspondant au Cotentin et à l'ouest du département de la Manche, frais, humide et pluvieux, où les contrastes pluviométrique et thermique sont parfois très prononcés en quelques kilomètres quand le relief est marqué.
Pour la période 1971-2000, la température annuelle moyenne est de 10,9 °C, avec une amplitude thermique annuelle de 10,9 °C. Le cumul annuel moyen de précipitations est de 914 mm, avec 13,3 jours de précipitations en janvier et 8,4 jours en juillet. Pour la période 1991-2020, la température moyenne annuelle observée sur la station météorologique la plus proche, située sur la commune de Gatteville-le-Phare à 6 km à vol d'oiseau, est de 11,6 °C et le cumul annuel moyen de précipitations est de 866,7 mm,. Pour l'avenir, les paramètres climatiques de la commune estimés pour 2050 selon différents scénarios d’émission de gaz à effet de serre sont consultables sur un site dédié publié par Météo-France en novembre 2022.

## Urbanisme

### Typologie
Au 1er janvier 2024, Valcanville est catégorisée commune rurale à habitat dispersé, selon la nouvelle grille communale de densité à sept niveaux définie par l'Insee en 2022.
Elle est située hors unité urbaine. Par ailleurs la commune fait partie de l'aire d'attraction de Cherbourg-en-Cotentin, dont elle est une commune de la couronne,. Cette aire, qui regroupe 77 communes, est catégorisée dans les aires de 50 000 à moins de 200 000 habitants,.

### Occupation des sols
L'occupation des sols de la commune, telle qu'elle ressort de la base de données européenne d’occupation biophysique des sols Corine Land Cover (CLC), est marquée par l'importance des territoires agricoles (91,6 % en 2018), en diminution par rapport à 1990 (93,1 %).
La répartition détaillée en 2018 est la suivante : terres arables (67,1 %), prairies (19,9 %), forêts (5,2 %), zones agricoles hétérogènes (4,7 %), zones urbanisées (3,2 %).

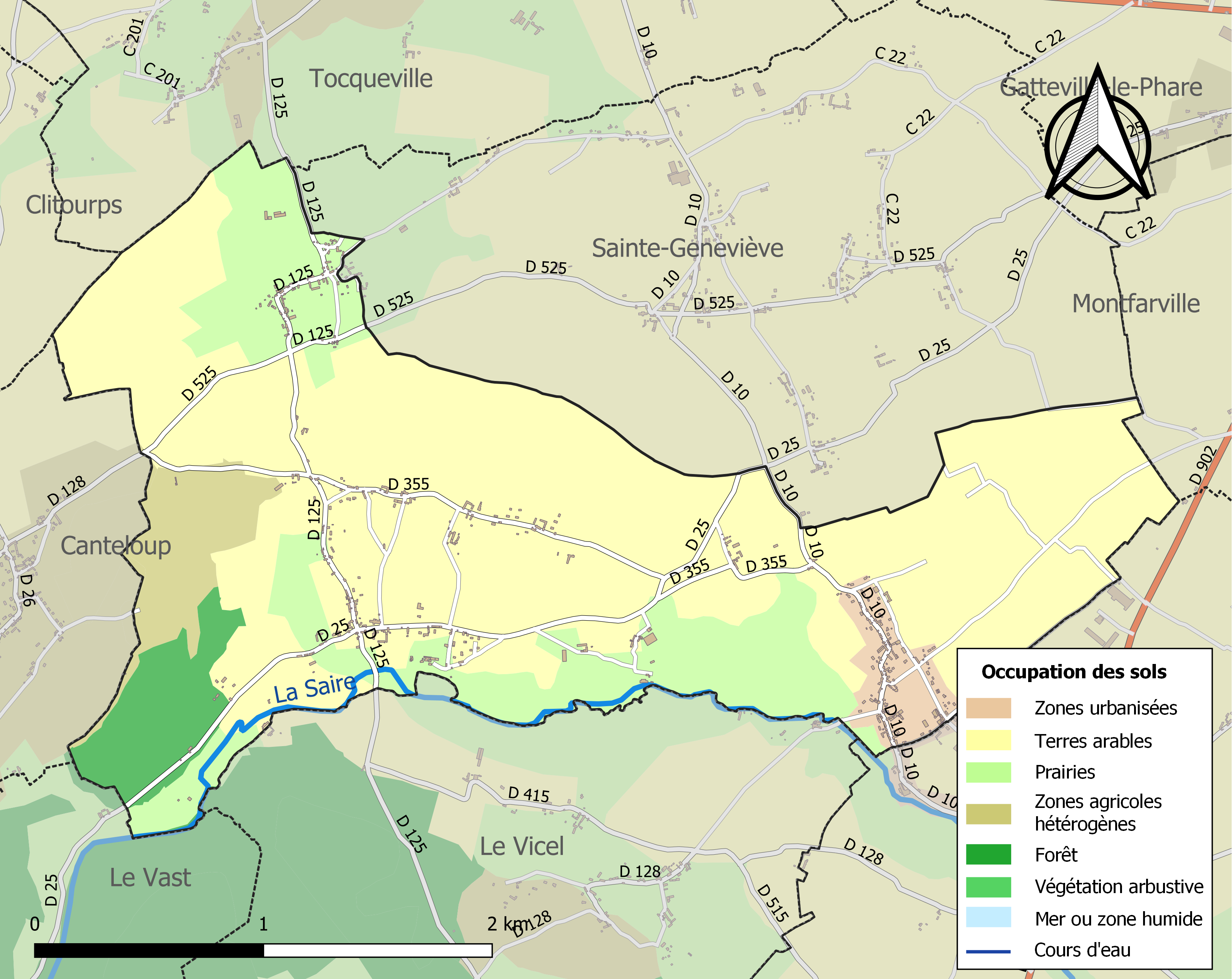
Carte des infrastructures et de l'occupation des sols de la commune en 2018 (CLC).

L'évolution de l’occupation des sols de la commune et de ses infrastructures peut être observée sur les différentes représentations cartographiques du territoire : la carte de Cassini (XVIIIe siècle), la carte d'état-major (1820-1866) et les cartes ou photos aériennes de l'IGN pour la période actuelle (1950 à aujourd'hui).

## Toponymie
Le nom de la localité est attesté sous les formes Valecanvilla au XIIe siècle, Walecanvilla vers 1213, Walequanville en 1231, Walecanville en 1307 (Notes Delisle); Wallequanville en 1474,.
Selon Édouard Le Héricher, Valcanville serait un pléonasme, un terme latin val greffé sur un synonyme celtique cambe « vallée » : la « ville du val de la vallée ».
En réalité, ce type d'explication ancienne n'a plus cours et elle est contredite par les formes anciennes, d’autant plus que le celtique (gaulois) cambe, en réalité cambo-, n’a pas ce sens mais celui de « courbe de rivière, champ dans une courbe de rivière », d’où les nombreux Chambon, c’est combe, conservé par l’occitan qui possède le sens de « val, vallée », en outre il n’y a aucune trace de la syllabe -be- dans les formes anciennes. 
Il s'agit d'une formation médiévale en -ville au sens ancien de « domaine rural », appellatif toponymique précédé d'un nom de personne selon le cas général, mais son étymologie reste indéterminé,. On note cependant un Robertus Wallecan en 1232 dans le Cotentin (A.M. H 3436) et un Quemin Vallecan à Anneville-en-Saire, village voisin de Valcanville. Pour Georges Bernage, il représente le nom irlandais Valkan.
L’élément Valcan- s’analyse peut-être plutôt par un anthroponyme germanique continental, anglo-saxon ou (anglo-)scandinave comme pour la plupart des noms en -ville de Normandie. Valcanville est situé dans la zone de diffusion des toponymes et anthroponymes (anglo-)scandinaves.
À noter que François de Beaurepaire a identifié un certain nombre de noms de personnes simples ou commençant par Val- / Valle- à la fois germaniques continentaux, anglo-saxons et scandinaves dans la toponymie normande,. Val / Valle représentent l'élément pangermanique walha ou wala (scandinave valr) et que l'on retrouve dans Valmont (Seine-Maritime, Walemunt XIIe siècle), Valletot (Eure, Valetot 1398), Valleville (Eure, sans forme ancienne). Le même auteur identifie un nom de personne anglo-saxon en -kin dans le toponyme cauchois Harcanville (Seine-Maritime, Harkenvilla fin XIIe siècle). Cependant, un élément Walk- semble se retrouver dans l'anthroponyme normand Walkelin, Walchelin, bien attesté dans le Normandie ducale et qui se perpétue dans les patronymes régionaux Vauquelin et Gauquelin.
Le gentilé est Valcanvillais.

### Microtoponymie
Le hameau de Tronville au nord du bourg est attesté sous la forme Tronvilla en 1189,. Il ne partage vraisemblablement pas la même étymologie que les Tronville lorrains et picards qui ont des formes anciennes différentes vers la même époque, dont Tronville (Meurthe-et-Moselle, Trudonis villa en 1169, Trunvilla en 1169) ; Tronville (Trucivilla en 1105 ; Trounvilla en 1132 ; Truncivilla en 1183), etc. Les Tronville lorrains contiennent manifestement l'anthroponyme germanique Trudo au cas régime, commun dans les formations toponymiques en -ville de cette région. Pour le Tronville picard, les formes anciennes pointent plutôt vers un réemploi d'un nom de lieu gallo-romain antérieur en -(i)acum comme c'est parfois le cas, avec un nombre d'exemples toutefois limité. En revanche, malgré l'unicité de la forme Tronville pour ce hameau de Valcanville, il est peu probable que Tron- renvoie au nom de personne Trudo / -on, car le cas régime dans les noms en -ville de Normandie est de nature exceptionnelle, c'est pourquoi des auteurs ont proposé d'y reconnaître le nom de personne norrois Þróndr, (vieux danois Thrond), d'autant plus que Tronville est située dans la zone de diffusion de la toponymie normannique.

## Histoire
Le territoire communal est traversé par la voie romaine Valognes - Barfleur.

### Les Templiers et les Hospitaliers

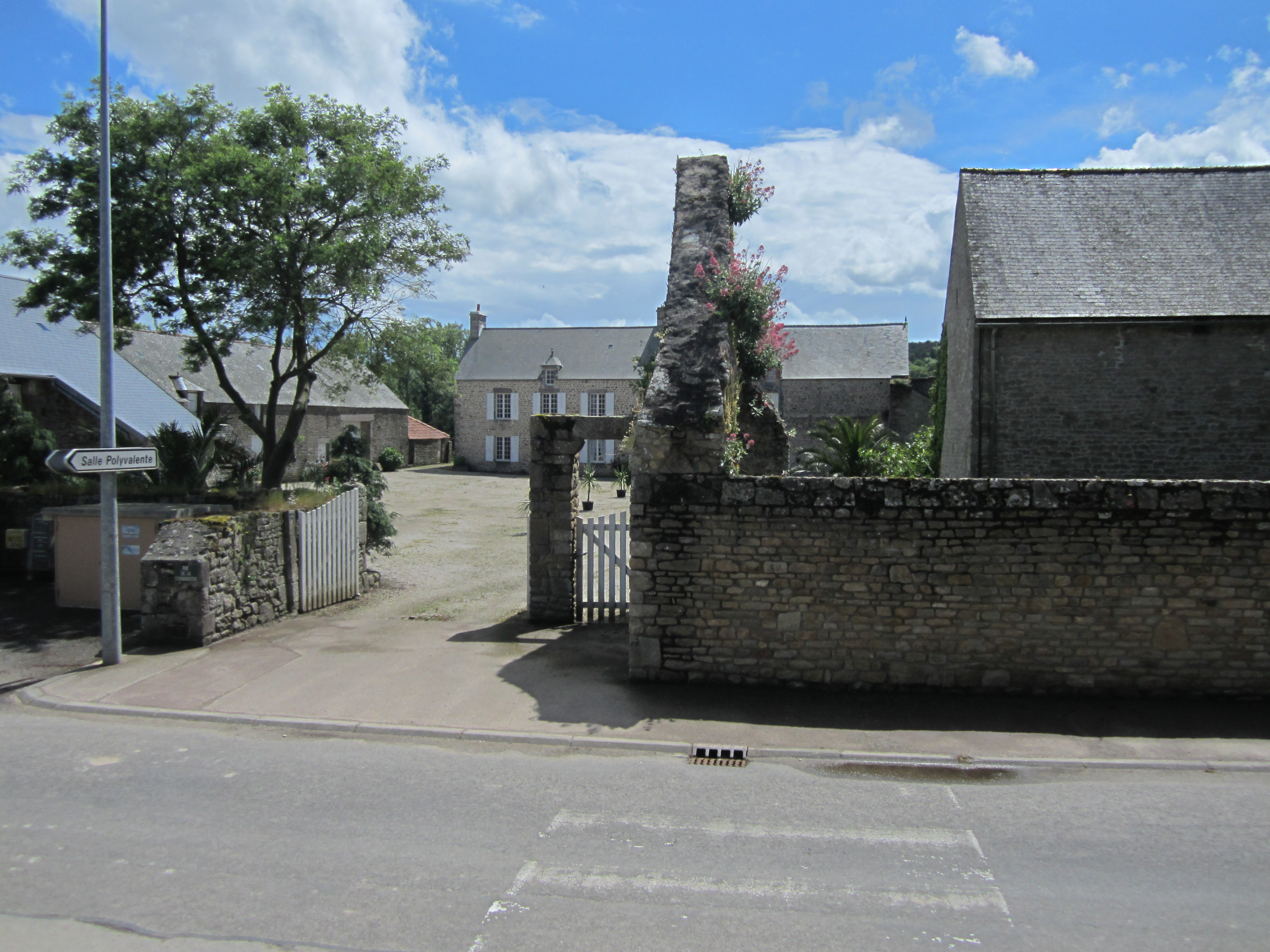
L'ancienne commanderie.

En 1125, Henri Ier Beauclerc, duc de Normandie et roi d'Angleterre, fils de Guillaume le Conquérant, donne aux Templiers le fief de Valcanville.
En 1313, la dévolution des biens de l'ordre du Temple attribue la commanderie de Valcanville aux Hospitaliers de l'ordre de Saint-Jean de Jérusalem de Villedieu qui créèrent une nouvelle commanderie et qu'ils posséderont durant 400 ans.

### Époque contemporaine
Il y eut sur les bords de la Saire jusqu'à une dizaine de moulins. Vers 1870, l'industriel Mosselman créa au Houx une usine à laminer le zinc.

## Politique et administration

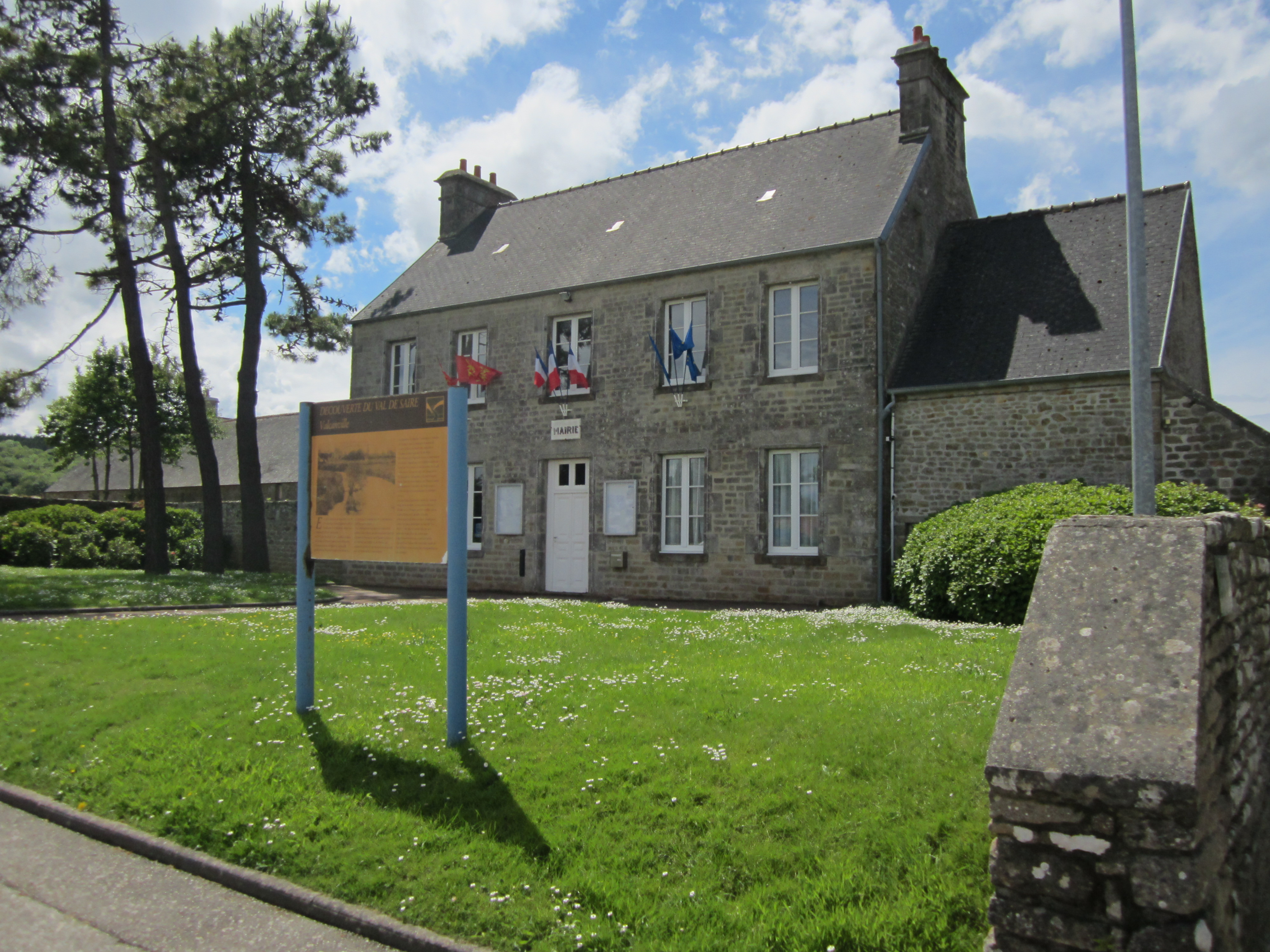
La mairie.

| Période                                  | Période  | Identité                          | Étiquette | Qualité                          |
| ---------------------------------------- | -------- | --------------------------------- | --------- | -------------------------------- |
| 1800                                     | 1807     | Philippe Mesnil                   |           |                                  |
| 1807                                     | 1817     | Jacques Nicolas Charles Le Mignot |           |                                  |
| 1817                                     | 1821     | Christophe Buhot                  |           |                                  |
| 1822                                     | 1828     | Henry Fontenilliat                |           | Financier                        |
| 1828                                     | 1832     | Louis Jean François Le Mignot     |           |                                  |
| 1832                                     | 1843     | Christophe Buhot                  |           |                                  |
| 1843                                     | 1848     | Bon Anthouard                     |           |                                  |
| 1848                                     | 1852     | Vigor Caillet                     |           |                                  |
| 1852                                     | 1857     | Bon Anthouard                     |           |                                  |
| 1857                                     | 1868     | Jean Leclerc                      |           |                                  |
| 1868                                     | 1871     | Jean Baptiste Meurie              |           |                                  |
| 1871                                     | 1903     | Casimir Anthouard                 |           |                                  |
| 1903                                     | 1918     | Charles Féron                     |           |                                  |
| 1918                                     | 1927     | Vigor Caillet                     |           | Agriculteur                      |
| 1927                                     | 1949     | Louis Féron                       |           |                                  |
| 1949                                     | 1983     | Eugène Pilard                     |           |                                  |
| 1983                                     | 1989     | Alfred Lebiez                     |           |                                  |
| 1990                                     | En cours | Jacques Lecoq                     | SE        | Conseiller principal d'éducation |
| Les données manquantes sont à compléter. |          |                                   |           |                                  |

## Population et société

### Démographie
L'évolution du nombre d'habitants est connue à travers les recensements de la population effectués dans la commune depuis 1793. Pour les communes de moins de 10 000 habitants, une enquête de recensement portant sur toute la population est réalisée tous les cinq ans, les populations de référence des années intermédiaires étant quant à elles estimées par interpolation ou extrapolation. Pour la commune, le premier recensement exhaustif entrant dans le cadre du nouveau dispositif a été réalisé en 2005.
En 2022, la commune comptait 391 habitants, en évolution de −4,63 % par rapport à 2016 (Manche : −0,31 %, France hors Mayotte : +2,11 %).
| 1793  | 1800 | 1806 | 1821  | 1831  | 1836  | 1841  | 1846  | 1851  |
| ----- | ---- | ---- | ----- | ----- | ----- | ----- | ----- | ----- |
| 1 150 | 807  | 907  | 1 233 | 1 176 | 1 245 | 1 183 | 1 107 | 1 129 |

| 1856  | 1861  | 1866  | 1872 | 1876 | 1881 | 1886 | 1891 | 1896 |
| ----- | ----- | ----- | ---- | ---- | ---- | ---- | ---- | ---- |
| 1 074 | 1 002 | 1 001 | 863  | 850  | 773  | 725  | 669  | 681  |

| 1901 | 1906 | 1911 | 1921 | 1926 | 1931 | 1936 | 1946 | 1954 |
| ---- | ---- | ---- | ---- | ---- | ---- | ---- | ---- | ---- |
| 655  | 634  | 615  | 476  | 438  | 436  | 451  | 460  | 419  |

| 1962 | 1968 | 1975 | 1982 | 1990 | 1999 | 2005 | 2006 | 2010 |
| ---- | ---- | ---- | ---- | ---- | ---- | ---- | ---- | ---- |
| 465  | 450  | 421  | 402  | 421  | 387  | 363  | 362  | 372  |

| 2015 | 2020 | 2022 | - | - | - | - | - | - |
| ---- | ---- | ---- | - | - | - | - | - | - |
| 407  | 395  | 391  | - | - | - | - | - | - |

### Manifestations culturelles et festivités
- Foire Saint-Firmin (second patron de la commune, après saint Jean-Baptiste) : elle avait lieu le 25 septembre. Elle cessa en 1972.

## Économie
- Tricoterie du Val de Saire.

## Culture locale et patrimoine

### Lieux et monuments

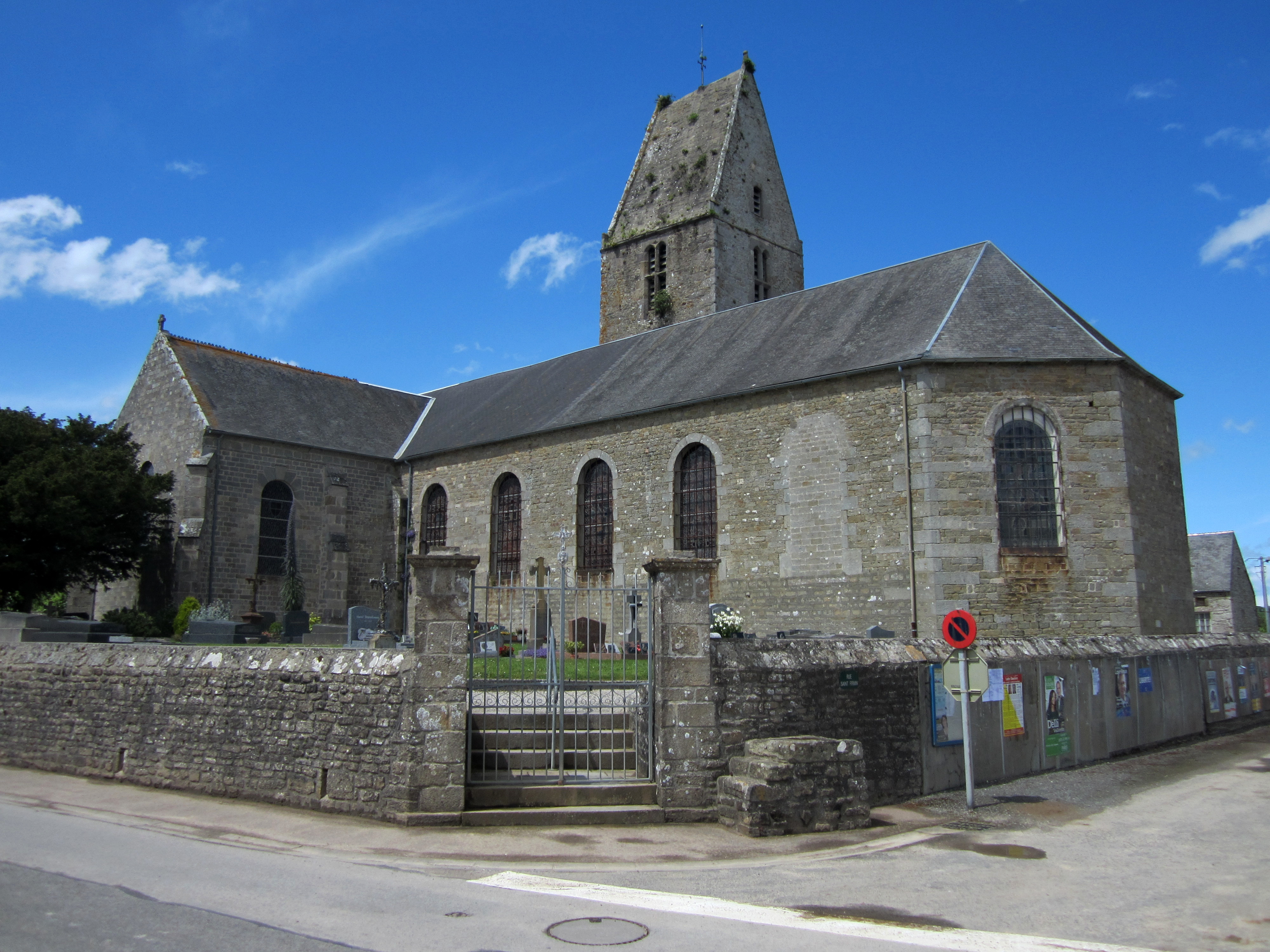
L'église Notre-Dame.

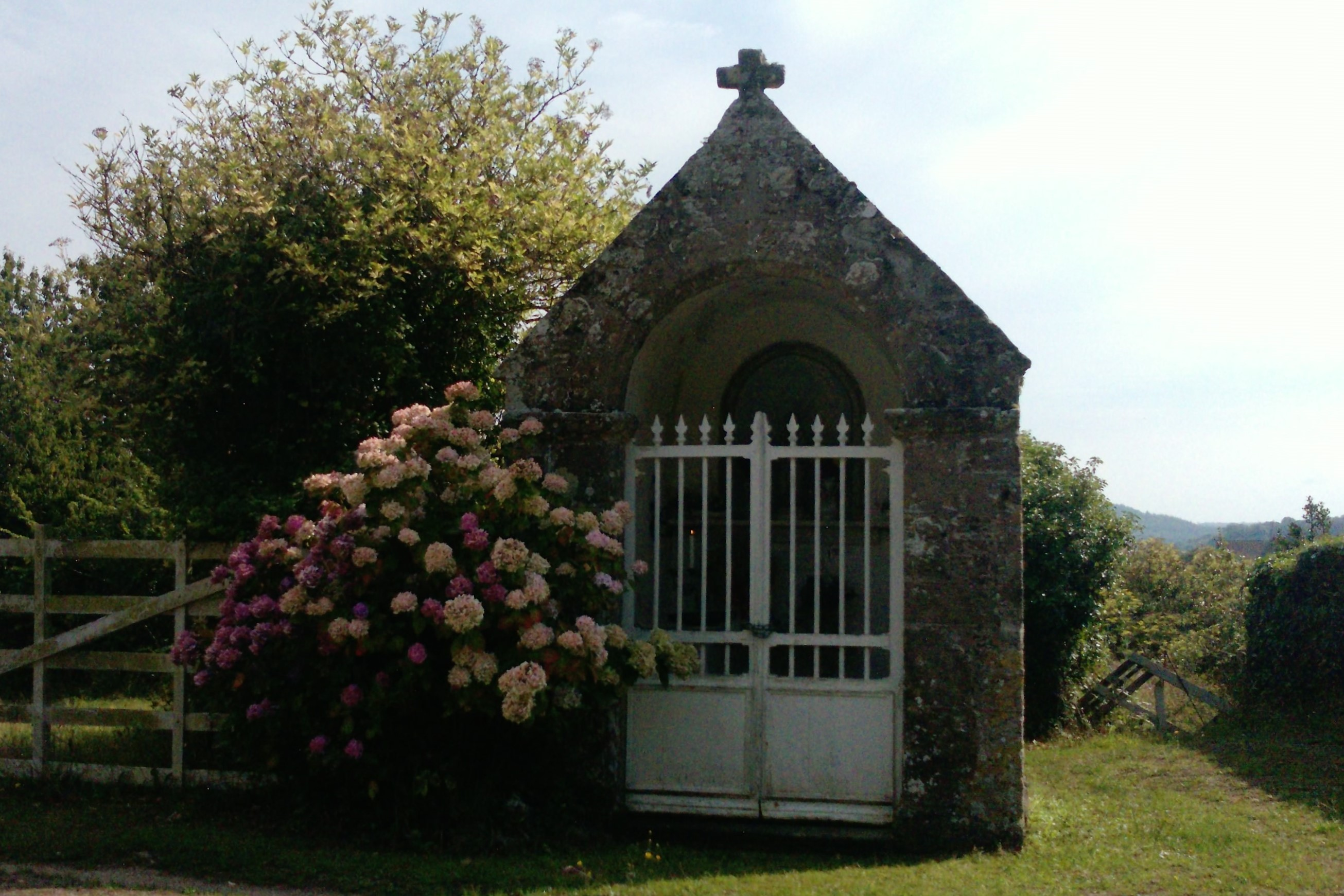
L'oratoire Notre-Dame-de-la-Délivrance.

- Église Notre-Dame-de-l'Assomption des XIIe, XIIIe, XIXe et XXe siècles, d'origine romane, avec un clocher au toit en bâtière du XVe siècle restauré, le reste ayant été reconstruit au XIXe siècle. L'édifice abrite une crédence du XIXe et une Vierge à l'Enfant du XVe classées au titre objet aux monuments historiques[42], ainsi qu'un maître-autel et autels latéraux du XIXe, un bénitier du XVIIe, un aigle lutrin du XVIIIe, une statue de saint Firmin du XIXe, les tableaux de l'Assomption et de saint Louis visitant les croisés atteints de la peste du XIXe, une verrière des XIXe et XXe[43], et une clé de voûte ornée des armoiries de la commanderie : de gueules à la croix d'argent[34].
- Manoir du Marais des XVIe – XVIIe siècles. L'ensemble fortifié qui a ses façades sur cour en granit, date de 1567[44]. On y accède par une porte double, charretière en plein cintre et piétonne en arc surbaissé. Dans l'angle de la porte charretière subsiste un reste de crénelage à meurtrières, et une arquebusière défend l'entrée. Une échauguette montée sur contrefort orne un angle de la tour carrée (XVIe et XVIIe siècles)[45] bâtie près de l'entrée et percée de plusieurs meurtrières. Les logis en équerre, avec des fenêtres ouvragées, comportaient au moins deux lucarnes, dont une seule subsiste, décorée avec un fronton caractéristique de la fin du XVIe siècle. Pour certains auteurs, l'origine de son nom vient d'un de ses habitants, le sieur Maresq, pour d'autres de sa situation près du marais[46].

Le manoir fut la possession de la famille d'Aigremont, comme l'atteste un blason armorié encore visible sur un cadran solaire.
- Vestiges d'une commanderie des Templiers du XIIe siècle voisinant avec les restes du logis des hospitaliers, à proximité d'une maison récente[48], en face de l'église.
- Oratoire Notre-Dame-de-la-Délivrance.
- Croix de chemin dite Croix Crestey du XVIIIe siècle.
- Croix de cimetière du XVIe siècle.

### Personnalités liées à la commune
- Charles Lepeley (1889-1970), écrivain, chroniqueur patoisant et prêtre de la commune à partir de 1927.

### Héraldique
| Blason à dessiner | Blason  | De gueules à la bande cousue d'azur chargée de trois ponts droits à deux arches d'argent, en perspective cavalière et posés à plomb, accompagnée en chef d'une croix de Malte du même et en pointe de deux coquilles d'or rangées en bande. |
| Blason à dessiner | Détails | Le statut officiel du blason reste à déterminer. |